# Bernardo de Troncoso y Martínez del Rincón
Bernardo de Troncoso y Martínez del Rincón (Ciudad Rodrigo, 3 de septiembre de 1715 - Palma de Mallorca, 23 de diciembre de 1804) fue un militar español, Teniente general de los Reales Ejércitos y Capitán General de Mallorca a finales del XVIII.

## Biografía
Hijo de militares, ingresó en el Ejército como cadete en 1734. Participó en la Guerra de Italia de la década de 1740, en especial en los ataques a Saboya y Niza, en el asedio de Cúneo, el ataque a Mantua y la toma de Alejandría. También participó en la guerra de Portugal de 1762-1763. 
En 1770 ascendió a coronel y participó en la expedición a Argel. En 1776 ascendió a brigadier y participó en el asedio de Gibraltar, hasta que en 1780 fue destinado a La Habana como inspector de provisiones. De abril a noviembre de 1785 fue gobernador interino de Cuba,  de 1786 a 1789 fue gobernador interino de Venezuela y en 1789 fue ascendido a mariscal de campo. El 14 de julio de 1789 fue nombrado gobernador y capitán general de Guatemala, cargo que ocupó hasta el 25 de mayo de 1794. 
Ascendió a teniente general en 1791 y en 1798 fue destinado a Mallorca. Como oficial de mayor graduación fue nombrado capitán general interino cuando cesó Gregorio García de la Cuesta hasta la llegada de Juan Joaquín de Oquendo y Gil . Murió en Palma el 23 de diciembre del año 1804 y fue enterrado en la iglesia de San Francisco de Palma. 